# Christian Sengewald
Christian Sengewald, né en 1977 à Dresde, est un acteur allemand. Il vit à Berlin.

## Filmographie
- 2012 : Der Turm (téléfilm) : Thomas Wernstein
- 2011 : Anonymous I : serviteur de Cecil
- 2011 : Poulet aux prunes de Vincent Paronnaud et Marjane Satrapi : un élève de Socrate
- 2011 : I Phone You : Bernie
- 2011 : Der Brand  : homme timide
- 2008 : Robert Zimmermann wundert sich über die Liebe : Ole
- 2007 : Kein Bund fürs Leben : Justus von Bülow
- 2005 : Polumgla : Peter
- 2005 : Le Temps qui reste de François Ozon : Sasha
- 2005 : Wolff, police criminelle (série télé) : Valentin Mattuschat